# Antoine Pagi
Antoine Pagi (Rognes, 31 marzo 1624 – Aix-en-Provence, 5 giugno 1699) è stato uno storico, presbitero e francescano francese specializzatosi in particolare nella storia della chiesa.

## Biografia
Studiò dai gesuiti ad Aix-en-Provence; al termine degli studi entrò nel monastero dei Conventuali ad Arles, e fece la sua professione solenne il 31 gennaio 1641. All'età di ventinove anni fu eletto provinciale, carica che tenne per quattro volte

## Lavori
Dedicò il suo tempo allo studio della storia. Avendo trovato molti errori cronologici, e fraintendimenti dei fatti negli Annales ecclesiastici di Baronio, dedicò la sua vita a correggerli e a chiarire altrimenti il prezioso lavoro. Il primo volume di Pagi fu stampato a Parigi, 1689, nel mentre era ancora in vita; gli altri tre volumi, che trattano fino all'anno 1198, l'ultimo anno presente nel lavoro di Baronio, furono completati in manoscritto poco prima della sua morte. L'opera intera in quattro volumi fu elaborata e pubblicata del nipote François Pagi con il titolo Critica historico-chronologica in universos annales ecclesiasticos em. et rev. Caesaris Card. Baronii (Ginevra, 1705; seconda ed., 1727).
Mansi l'incorporò nella sua edizione degli "Annales" di Baronio (Lucca, 1736–59). Anche la  "Critica" non è senza errori.
Consultabile on-line l'edizione del 1744:  Antonii Pagii (a cura di), Annali ecclesiastici, Tomus Decimusquintus (Vol. 15), Lucæ, typis Leonardi Venturini, 1744.

## Altre pubblicazioni
- Dissertatio hypatica seu de consulibus caesareis (Lione, 1682), stampata anche in Apparatus in Annales ecclesiasticos (Lucca, 1740), pp. 1–136;
- Dissertatio de die et anno mortis S. Martini ep. turonensis e alcuni trattati minori in difesa della Dissertatio hypatica, in cui aveva esposta una serie di regole per determinare l'anno consolare degli imperatori romani, e che era stata attaccata dal cardinale Enrico Noris e da altri.
- Curò anche la pubblicazione di: D. Antonii Paduani O. Min. sermones hactenus inediti (Avignone, 1685).